# Гимназија „Петар Кочић“
Гимназија „Петар Кочић” једна је од средњих школа у Новом Граду. Налази се у улици Доситеја Обрадовића 4.

## Историјат
Гимназија „Петар Кочић” је наследник Трговачке школе основане 1920. године. Радила је заједно саСредњошколским центром „Ђуро Радмановић” под називом Школски центар „Ђуро Радмановић” од 1974. до 8. марта 1993. када је Средњошколски центар уписан у регистар верификованих школа.

## Смерови
У гимназији „Петар Кочић” се смањује број уписа ученика и мењају се смерови. По предлогу плана уписа ученика за школску 2021—2022. годину садржали су два смера: Општи смер и Рачунарско–информатички смер, 2022—2023. два смера по шеснаест ученика: Општи смер и Друштвено–језички смер и 2023—2024. један Општи смер.